# Problema difficile della coscienza

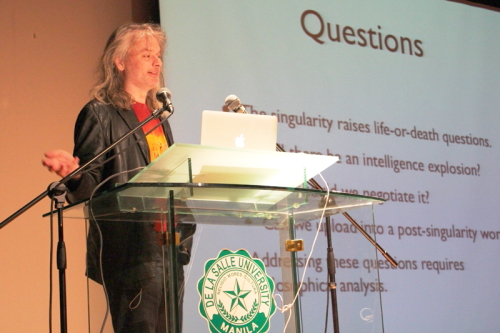
Chalmers sul palco dell'evento per l'Anno di Alan Turing all'Università De La Salle di Manila, 27 marzo 2012

In filosofia della mente, per problema difficile della coscienza si intende il problema di spiegare perché e come gli esseri umani e altri organismi hanno esperienze coscienti della realtà qualitative (qualia) soggettive. A tali esperienze non si riesce ad attribuire corrispondenti quantità fisiche misurabili o di validità interpersonale, in quanto esperienze private. Ciò è in contrasto con i problemi facili, che riguardano funzioni e comportamenti associati alla coscienza, come la capacità di discriminare o integrare informazioni e come guardare, ascoltare, parlare (compreso il riferirsi al comportamento o alle convinzioni personali) e così via. I problemi facili sono suscettibili di spiegazioni meccanicistiche o comportamentali, poiché si riduce il problema allo studio di un sistema fisico e quindi relativamente più facile (nel senso di essere paragonabili ad altri problemi scientifici pratici), ad esempio cercando i correlati neurali (circuiti cerebrali corrispondenti) della funzione.
Ciò comporta che invece, nell'affrontare il problema difficile, sussista un salto, un gap esplicativo tra i fenomeni di realtà soggettiva, descritti in termini di intenzionalità, scopo, significato, valore, volontà, e i processi fisici e cerebrali che si basano su quantità come massa, energia, posizione. Quindi il problema difficile richiede di trovare il modo di collegare o combinare queste diverse descrizioni in un unico sistema concettuale.
I termini "problema difficile" e "problemi facili" sono stati coniati dal filosofo David Chalmers in un discorso tenuto nel 1994 alla conferenza "The Science of Consciousness", tenutasi a Tucson, in Arizona. L'anno successivo, i principali punti di discussione del discorso di Chalmers furono poi pubblicati su The Journal of Consciousness Studies.